# Calumbo
Calumbo – miasto w Angoli, w prowincji Luanda.